# Franz Weber (Fußballspieler, 1888)
Franz Weber (* 3. Juli 1888; † 7. Mai 1947) war ein österreichischer Fußballspieler, Nationalspieler und Olympiateilnehmer.

## Karriere

### Verein
Weber war von 1910 bis 1914 als Abwehrspieler des First Vienna FC aktiv. Ab der Saison 1911/12, in der sein Verein zu den Gründungsmitgliedern der Ersten Klasse zählte, in der das erste Mal eine vom NÖFV ausgerichtete (offizielle) Meisterschaft mit Pflichtspielterminen niederösterreichischer und Wiener Vereine ausgerichtet wurde, kam er im Spielbetrieb ebenfalls zu Punktspielen – bis zum Saisonende 1913/14, an dem sein Verein als Letztplatzierter absteigen musste.

### Nationalmannschaft
Für die Nationalmannschaft bestritt er im Zeitraum von vier Jahren sechs Länderspiele. Er debütierte als Nationalspieler am 6. November 1910 in Budapest bei der 0:3-Niederlage im Freundschaftsspiel gegen die Nationalmannschaft Ungarns. Gegen diese wurde er auch am 7. Mai 1911 und am 5. Mai 1912 im Stadion Hohe Warte in Wien beim 3:1-Sieg und beim 1:1-Unentschieden eingesetzt.
Mit der Nationalmannschaft nahm er auch am olympischen Fußballturnier 1912 in Stockholm teil. Im Viertelfinale der Trostrunde (das Viertelfinale der Hauptrunde wurde ohne ihn mit 1:3 gegen die Nationalmannschaft der Niederlande verloren), beim 1:0-Sieg über die Nationalmannschaft Norwegens und beim 5:1-Halbfinalsieg über die Nationalmannschaft Italiens wirkte er mit.
Sein letztes Länderspiel bestritt er am 27. April 1913 bei der 1:4-Niederlage im Freundschaftsspiel gegen die Nationalmannschaft Ungarns auf dem Prater Sportplatz.

## Erfolge
- Finalist olympisches Fußball-Trostturnier 1912

## Ableben
Weber starb am 7. Mai 1947 infolge eines Unfalls.